# Lista de telenovelas da Record
As telenovelas da Record estão relacionadas nesta lista, que apresenta: data de início, data do final e quantidade de capítulos das telenovelas dessa emissora. A Record foi fundada por Paulo Machado de Carvalho em 27 de setembro de 1953. As telenovelas mais curtas da Record foram A Muralha, exibida em 1954, e Doutor Jivago, exibida em 1959, com 15 capítulos cada uma, e a telenovela mais longa foi Rebelde, exibida entre 2011 e 2012, contando com 410 capítulos.
Após a última retomada da teledramaturgia, em 2004, a emissora empreendeu algumas tentativas de manter dois horários de telenovelas de forma concomitante, ainda que tenha conseguido isso de maneira apenas pontual durante o período.
A primeira faixa, iniciada em 18 de outubro de 2004 com A Escrava Isaura, foi encerrada em 02 de março de 2010 com Poder Paralelo. Neste horário, foram exibidas, além das duas, mais seis novelas: Essas Mulheres, Prova de Amor, Bicho do Mato, Luz do Sol, Amor e Intrigas e Chamas da Vida. Já o segundo horário foi iniciado em 13 de março de 2006 com Cidadão Brasileiro e se estendeu até 12 de agosto de 2019 com o fim de Jezabel. Nesta faixa, foram exibidas, ainda, 17 tramas: Vidas Opostas, Caminhos do Coração, Os Mutantes: Caminhos do Coração, Mutantes: Promessas de Amor, Bela, a Feia, Ribeirão do Tempo, Vidas em Jogo, Máscaras, Balacobaco, Dona Xepa, Pecado Mortal, Vitória, Os Dez Mandamentos, A Terra Prometida, O Rico e Lázaro, Apocalipse e Jesus. Este horário foi interrompido em duas ocasiões: (1) as reexibições de minisséries bíblicas entre as duas temporadas de Os Dez Mandamentos na passagem de 2015 para 2016; (2) a exibição da minissérie Lia entre Apocalipse e Jesus em junho/julho de 2018.
Em 17 de outubro de 2006, a emissora estreava uma terceira faixa com Alta Estação, que não teve substituta e se encerrou em 01 de junho de 2007. Na época estavam sendo exibidas: Bicho do Mato/Luz do Sol na faixa 1; e Cidadão Brasileiro/Vidas Opostas na faixa 2. No dia 21 de março de 2011, quando a emissora exibia apenas Ribeirão do Tempo, Rebelde foi lançada. A telenovela juvenil se encerrou em 12 de outubro de 2012 sem substituta. Em 31 de maio de 2016, quando exibia a segunda temporada de Os Dez Mandamentos, a emissora estreou Escrava Mãe em uma segunda faixa. Este novo horário vigorou até 26 de janeiro de 2018, tendo sido exibidas, ainda, uma reprise de A Escrava Isaura e a inédita Belaventura.No ano de 2019, a RecordTV lançou um novo horário de novelas enquanto exibia Jezabel na faixa principal. Neste novo horário, o único em vigor até hoje, foram exibidas: Topíssima, Amor sem Igual, Gênesis e Reis.

## Primeira fase

### Década de 1950
| #  | Início                 | Término                   | Título                     | Cap. | Horário | Autoria            | Direção            | Ref.  |
| -- | ---------------------- | ------------------------- | -------------------------- | ---- | ------- | ------------------ | ------------------ | ----- |
| 1  | 2 de novembro de 1954  | 21 de dezembro de 1954    | A Muralha                  | 15   | 19h30   | Ivani Ribeiro      | J. Silvestre       | [ 1 ] |
| 2  | 1956                   | Aprox. 03 de janeiro 1957 | Voo 509                    | -    | 19h30   | Waldemar de Moraes | Waldemar de Moraes | [ 2 ] |
| 3  | 1957                   | 1957                      | Alma na Noite              | -    | 19h30   | Waldemar de Moraes | Waldemar de Moraes |       |
| 4  | 1957                   | 1957                      | My Darling                 | -    | 19h30   | Waldemar de Moraes | Waldemar de Moraes |       |
| 5  | 1957                   | 1957                      | A Mansão dos Daltons       | -    | 19h30   | Waldemar de Moraes | Waldemar de Moraes |       |
| 6  | 1957                   | 1957                      | Desce o Pano               | -    | 19h30   | Ivani Ribeiro      | Ciro Bassini       |       |
| 7  | 1957                   | 1957                      | O Solar das Almas Perdidas | -    | 19h30   | Ciro Bassini       | Ciro Bassini       |       |
| 8  | 1957                   | 1958                      | Internas de 1ª. Classe     | -    | 19h30   | Ciro Bassini       | Ciro Bassini       |       |
| 9  | 3 de fevereiro de 1958 | 24 de abril de 1958       | Éramos Seis                | 22   | 19h30   | Ciro Bassini       | Ciro Bassini       |       |
| 10 | 29 de abril de 1958    | 26 de junho de 1958       | Cidade Perdida             | 39   | 19h30   | Waldemar de Moraes | Waldemar de Moraes |       |
| 11 | 1958                   | 1958                      | Aqueles Olhos              | -    | 19h30   | Ciro Bassini       | Ciro Bassini       |       |
| 12 | 1958                   | 1958                      | Cela da Morte              | -    | 19h30   | Hélio Ansaldo      | Ciro Bassini       |       |
| 13 | 1958                   | 1958                      | Apenas uma Ilusão          | -    | 19h30   | Waldemar de Moraes | Waldemar de Moraes |       |
| 14 | 1958                   | 1958                      | Anos de Tormenta           | -    | 19h30   | Ciro Bassini       | Ciro Bassini       |       |
| 15 | 1958                   | 1958                      | Anos de Ternura            | -    | 19h30   | Ciro Bassini       | Ciro Bassini       |       |
| 16 | 1959                   | 1959                      | A Cidadela                 | -    | 19h30   | Ciro Bassini       | Ciro Bassini       |       |
| 17 | 1959                   | 1959                      | Lili                       | -    | 19h30   | Ciro Bassini       | Ciro Bassini       |       |
| 18 | 1959                   | 1959                      | Eu Fui Toxicômano          | -    | 19h30   | Hélio Ansaldo      | Ciro Bassini       |       |
| 19 | 8 de janeiro de 1959   | 16 de abril de 1959       | Doutor Jivago              | 15   | 20h10   | Hélio Ansaldo      | Ciro Bassini       | [ 2 ] |

### Década de 1960
| # | Início                  | Término                 | Título                   | Cap. | Horário | Autoria                             | Direção                        | Ref.   |
| --- | ----------------------- | ----------------------- | ------------------------ | ---- | ------- | ----------------------------------- | ------------------------------ | ------ |
| 20 | 1960                    | 1960                    | Folhas ao Vento          | -    | 19h00   | Ciro Bassini                        | Ciro Bassini                   |        |
| 21 | 1960                    | 1960                    | Viagem à Lua             | -    | 19h00   | Ciro Bassini                        | Ciro Bassini                   |        |
| 22 | 1960                    | 1960                    | A Máscara e o Rosto      | -    | 19h00   | Ciro Bassini                        | Ciro Bassini                   |        |
| 23 | 1960                    | 1960                    | O Homem que Eu Comprei   | -    | 19h00   | Ciro Bassini                        | Ciro Bassini                   |        |
| 24 | 1960                    | 1960                    | Imitação da Vida         | -    | 19h00   | Ciro Bassini                        | Ciro Bassini                   | [ 3 ]  |
| 25 | 1961                    | 1961                    | O Preço da Glória        | -    | 19h00   | Ciro Bassini                        | Ciro Bassini                   |        |
| 26 | 1961                    | 1961                    | A Senhora da Casa Grande | -    | 19h00   | Ciro Bassini                        | Ciro Bassini                   |        |
| 27 | 1962                    | 1962                    | Fiorela                  | -    | 19h00   | Ciro Bassini                        | Ciro Bassini                   |        |
| 28 | 1963                    | 1963                    | Ontem, Hoje e Amanhã     | -    | 19h00   | Waldemar de Moraes                  | Waldemar de Moraes             |        |
| 29 | 1963                    | 1963                    | Gente como a Gente       | -    | 19h00   | Roberto Freire                      | Ademar Guerra                  |        |
| 30 | 29 de julho de 1963     | 4 de novembro de 1963   | A Morta Sem Espelho      | 35   | 19h00   | Nelson Rodrigues                    | Sérgio Britto Fernando Torres  |        |
| 31 | 3 de fevereiro de 1964  | 10 de abril de 1964     | João Pão                 | 50   | 17h30   | Roberto Freire                      | Roberto Freire                 | [ 4 ]  |
| 32 | 13 de abril de 1964     | 3 de julho de 1964      | Sonho de Amor            | 60   | 17h30   | Nelson Rodrigues                    | Sérgio Britto                  | [ 5 ]  |
| 33 | 4 de julho de 1964      | 1 de agosto de 1964     | Vitória                  | 21   | 17h30   | Aldo de Maio                        | Sérgio Britto                  |        |
| 34 | 6 de julho de 1964      | 19 de setembro de 1964  | Renúncia                 | 56   | 19h00   | Walther Negrão Roberto Freire       | Randal Juliano                 | [ 3 ]  |
| 35 | 1 de agosto de 1964     | 19 de setembro de 1964  | O Desconhecido           | 47   | 22h00   | Nelson Rodrigues                    | Sérgio Britto Fernando Torres  | [ 6 ]  |
| 36 | 21 de setembro de 1964  | 4 de dezembro de 1964   | Banzo                    | 51   | 22h00   | Walther Negrão Roberto Freire       | Nilton Travesso                | [ 7 ]  |
| 37 | 7 de dezembro de 1964   | 12 de fevereiro de 1965 | Prisioneiro de um Sonho  | 50   | 19h00   | Roberto Freire                      | Randal Juliano Roberto Freire  | [ 8 ]  |
| 38 | 7 de dezembro de 1964   | 8 de janeiro de 1965    | Marcados pelo Amor       | 25   | 22h00   | Walther Negrão Roberto Freire       | Nilton Travesso Roberto Freire | [ 9 ]  |
| 39 | 11 de janeiro de 1965   | 5 de março de 1965      | Somos Todos Irmãos       | 40   | 22h00   | Walther Negrão Roberto Freire       | Roberto Freire                 | [ 10 ] |
| 40 | 15 de fevereiro de 1965 | 2 de julho de 1965      | Quatro Homens Juntos     | 100  | 19h00   | Marcos César Péricles do Amaral     | Armando Couto                  | [ 11 ] |
| 41 | 8 de março de 1965      | 25 de junho de 1965     | Comédia Carioca          | 80   | 22h00   | Carlos Heitor Cony                  | John Herbert                   | [ 12 ] |
| 42 | 28 de junho de 1965     | 3 de setembro de 1965   | Turbilhão                | 50   | 22h00   | Armando Rosas                       | Armando Rosas                  | [ 13 ] |
| 43 | 5 de julho de 1965      | 17 de setembro de 1965  | Ceará contra 007         | 55   | 19h00   | Marcos César                        | Marcos César                   | [ 14 ] |
| 44 | 20 de setembro de 1965  | 3 de dezembro de 1965   | Quem Bate                | 55   | 19h00   | Marcos César                        | Nilton Travesso                | [ 15 ] |
| 45 | 6 de dezembro de 1965   | 7 de janeiro de 1966    | Mãos ao Ar               | 25   | 19h00   | Marcos César                        | Marcos César                   | [ 16 ] |
| Pausa na dramaturgia devido a incêndios que destruíram os estúdios. Fazendo com que O Senhor da Casa de Pedra e Essa Gente Simpática, que estavam sendo gravadas, fossem canceladas. |                         |                         |                          |      |         |                                     |                                |        |
| 46 | 1 de agosto de 1968     | 3 de outubro de 1968    | As Professorinhas        | 28   | 18h30   | Lúcia Lambertini                    | Lúcia Lambertini               | [ 19 ] |
| 47 | 1 de agosto de 1968     | 28 de fevereiro de 1969 | A Última Testemunha      | 152  | 19h15   | Benedito Ruy Barbosa                | Walter Avancini                | [ 20 ] |
| 48 | 7 de outubro de 1968    | 28 de fevereiro de 1969 | Ana                      | 125  | 18h30   | Sylvan Paezzo                       | Fernando Torres                | [ 21 ] |
| 49 | 3 de março de 1969      | 21 de março de 1970     | Algemas de Ouro          | 275  | 19h15   | Benedito Ruy Barbosa Dulce Santucci | Walter Avancini                | [ 22 ] |
| 50 | 3 de março de 1969      | 19 de julho de 1969     | Os Acorrentados          | 127  | 18h30   | Janete Clair                        | Daniel Filho                   | [ 23 ] |
| 51 | 6 de outubro de 1969    | 1 de novembro de 1969   | Seu Único Pecado         | 25   | 18h30   | Dulce Santucci                      | Dionísio Azevedo               | [ 24 ] |

### Década de 1970
| #  | Início                 | Término                | Título                       | Cap. | Horário | Autoria           | Direção            | Ref.   |
| -- | ---------------------- | ---------------------- | ---------------------------- | ---- | ------- | ----------------- | ------------------ | ------ |
| 52 | 20 de março de 1970    | 6 de março de 1971     | As Pupilas do Senhor Reitor  | 279  | 19h15   | Lauro César Muniz | Dionísio Azevedo   | [ 25 ] |
| 53 | 30 de novembro de 1970 | 7 de agosto de 1971    | Tilim                        | 235  | 18h30   | Dulce Santucci    | Wanda Kosmo        | [ 26 ] |
| 54 | 8 de março de 1971     | 14 de dezembro de 1971 | Os Deuses Estão Mortos       | 242  | 20h00   | Lauro César Muniz | Dionísio Azevedo   | [ 27 ] |
| 55 | 7 de abril de 1971     | 7 de agosto de 1971    | Editora Mayo, Bom Dia        | 102  | 19h15   | Walther Negrão    | Carlos Manga       | [ 28 ] |
| 56 | 9 de agosto de 1971    | 14 de dezembro de 1971 | Pingo de Gente               | 110  | 18h30   | Raimundo Lopes    | Zéluiz Pinho       | [ 29 ] |
| 57 | 15 de dezembro de 1971 | 28 de abril de 1972    | Sol Amarelo                  | 119  | 19h15   | Raimundo Lopes    | Waldemar de Moraes | [ 30 ] |
| 58 | 15 de dezembro de 1971 | 5 de março de 1972     | Quarenta Anos Depois         | 71   | 20h00   | Lauro César Muniz | Waldemar de Moraes | [ 31 ] |
| 59 | 4 de janeiro de 1972   | 28 de abril de 1972    | O Príncipe e o Mendigo       | 84   | 18h30   | Marcos Rey        | Dionísio Azevedo   | [ 32 ] |
| 60 | 7 de março de 1972     | 11 de novembro de 1972 | O Tempo não Apaga            | 215  | 20h00   | Amaral Gurgel     | Waldemar de Moraes | [ 33 ] |
| 61 | 2 de maio de 1972      | 2 de setembro de 1972  | Os Fidalgos da Casa Mourisca | 107  | 19h15   | Dulce Santucci    | Randal Juliano     | [ 34 ] |
| 62 | 4 de setembro de 1972  | 16 de dezembro de 1972 | O Leopardo                   | 90   | 19h15   | Ivani Ribeiro     | Waldemar de Moraes | [ 35 ] |
| 63 | 1 de setembro de 1972  | 10 de março de 1973    | Eu e a Moto                  | 140  | 18h30   | Amaral Gurgel     | Myrian Muniz       | [ 36 ] |
| 64 | 13 de novembro de 1972 | 10 de março de 1973    | Quero Viver                  | 102  | 20h00   | Amaral Gurgel     | Waldemar de Moraes | [ 37 ] |
| 65 | 12 de março de 1973    | 28 de julho de 1973    | Vendaval                     | 120  | 20h00   | Ody Fraga         | Waldemar de Moraes | [ 38 ] |
| 66 | 2 de abril de 1973     | 27 de julho de 1973    | Venha Ver o Sol na Estrada   | 101  | 18h30   | Leilah Assumpção  | Antunes Filho      | [ 39 ] |
| 67 | 30 de julho de 1973    | 30 de novembro de 1973 | Vidas Marcadas               | 107  | 20h00   | Amaral Gurgel     | Waldemar de Moraes | [ 40 ] |
| 68 | 10 de dezembro de 1973 | 31 de janeiro de 1974  | Meu Adorável Mendigo         | 46   | 20h00   | Emanuel Rodrigues | Waldemar de Moraes | [ 41 ] |
| 69 | 25 de janeiro de 1977  | 13 de junho de 1977    | O Espantalho                 | 119  | 21h00   | Ivani Ribeiro     | Luciano Callegari  | [ 43 ] |

## Segunda fase

### Década de 1990
| #  | Início                 | Término                | Título          | Cap. | Horário | Autoria           | Direção            | Ref.   |
| -- | ---------------------- | ---------------------- | --------------- | ---- | ------- | ----------------- | ------------------ | ------ |
| 70 | 15 de setembro de 1997 | 2 de março de 1998     | Canoa do Bagre  | 121  | 20h15   | Ronaldo Ciambroni | Atílio Riccó       | [ 44 ] |
| 71 | 4 de maio de 1998      | 29 de março de 1999    | Estrela de Fogo | 233  | 20h15   | Yves Dumont       | José Paulo Vallone | [ 45 ] |
| 72 | 30 de março de 1999    | 10 de setembro de 1999 | Louca Paixão    | 141  | 20h15   | Yves Dumont       | José Paulo Vallone | [ 46 ] |
| 73 | 13 de setembro de 1999 | 7 de fevereiro de 2000 | Tiro e Queda    | 126  | 20h15   | Luís Carlos Fusco | José Paulo Vallone | [ 47 ] |

### Década de 2000
| #  | Início                 | Término                | Título           | Cap. | Horário | Autoria                            | Direção          | Ref.   |
| -- | ---------------------- | ---------------------- | ---------------- | ---- | ------- | ---------------------------------- | ---------------- | ------ |
| 74 | 8 de maio de 2000      | 17 de novembro de 2000 | Marcas da Paixão | 167  | 20h15   | Solange Castro Neves               | Atílio Riccó     | [ 48 ] |
| 75 | 20 de novembro de 2000 | 16 de abril de 2001    | Vidas Cruzadas   | 127  | 20h15   | Marcos Lazarini                    | Henrique Martins | [ 49 ] |
| 76 | 17 de abril de 2001    | 31 de agosto de 2001   | Roda da Vida     | 118  | 20h15   | Solange Castro Neves               | Del Rangel       | [ 50 ] |
| 77 | 14 de março de 2004    | 27 de agosto de 2004   | Metamorphoses    | 122  | 20h15   | Arlette Siaretta Letícia Dornelles | Tizuka Yamasaki  | [ 51 ] |

## Retomada

### Década de 2000
| #  | Título                             | Início                 | Término                | Cap. | Horário | Autoria                         | Direção               | Ref.   |
| -- | ---------------------------------- | ---------------------- | ---------------------- | ---- | ------- | ------------------------------- | --------------------- | ------ |
| 78 | A Escrava Isaura ‡                 | 18 de outubro de 2004  | 29 de abril de 2005    | 167  | 19h15   | Tiago Santiago                  | Herval Rossano        | [ 52 ] |
| 79 | Essas Mulheres ‡                   | 2 de maio de 2005      | 21 de outubro de 2005  | 149  | 19h15   | Marcílio Moraes                 | Flávio Colatrello Jr. | [ 53 ] |
| 80 | Prova de Amor ‡                    | 24 de outubro de 2005  | 17 de julho de 2006    | 229  | 19h15   | Tiago Santiago                  | Alexandre Avancini    | [ 54 ] |
| 81 | Cidadão Brasileiro ‡               | 13 de março de 2006    | 20 de novembro de 2006 | 213  | 22h00   | Lauro César Muniz               | Flávio Colatrello Jr. | [ 55 ] |
| 82 | Bicho do Mato ‡                    | 18 de julho de 2006    | 20 de março de 2007    | 211  | 19h15   | Cristianne Fridman Bosco Brasil | Edson Spinello        | [ 56 ] |
| 83 | Alta Estação ‡                     | 17 de outubro de 2006  | 1 de junho de 2007     | 162  | 18h00   | Margareth Boury                 | João Camargo          | [ 57 ] |
| 84 | Vidas Opostas ‡                    | 21 de novembro de 2006 | 27 de agosto de 2007   | 240  | 22h00   | Marcílio Moraes                 | Alexandre Avancini    | [ 57 ] |
| 85 | Luz do Sol ‡                       | 21 de março de 2007    | 20 de novembro de 2007 | 210  | 20h30   | Ana Maria Moretzsohn            | Ivan Zettel           | [ 58 ] |
| 86 | Caminhos do Coração ‡              | 28 de agosto de 2007   | 2 de junho de 2008     | 240  | 22h30   | Tiago Santiago                  | Alexandre Avancini    | [ 59 ] |
| 87 | Amor e Intrigas ‡                  | 20 de novembro de 2007 | 22 de julho de 2008    | 210  | 22h00   | Gisele Joras                    | Edson Spinello        | [ 60 ] |
| 88 | Os Mutantes: Caminhos do Coração ‡ | 3 de junho de 2008     | 23 de março de 2009    | 242  | 20h30   | Tiago Santiago                  | Alexandre Avancini    | [ 59 ] |
| 89 | Chamas da Vida ‡                   | 8 de julho de 2008     | 28 de abril de 2009    | 253  | 22h00   | Cristianne Fridman              | Edgard Miranda        | [ 61 ] |
| 90 | Mutantes: Promessas de Amor ‡      | 24 de março de 2009    | 3 de agosto de 2009    | 105  | 20h30   | Tiago Santiago                  | Alexandre Avancini    | [ 62 ] |
| 91 | Poder Paralelo ‡                   | 14 de abril de 2009    | 2 de março de 2010     | 237  | 22h00   | Lauro César Muniz               | Ignácio Coqueiro      | [ 63 ] |
| 92 | Bela, a Feia ‡                     | 4 de agosto de 2009    | 2 de junho de 2010     | 217  | 20h30   | Gisele Joras                    | Edson Spinello        | [ 64 ] |

### Década de 2010
| #                                                         | Título               | Início                 | Término                | Cap. | Horário | Autoria            | Direção            | Ref.          |
| --------------------------------------------------------- | -------------------- | ---------------------- | ---------------------- | ---- | ------- | ------------------ | ------------------ | ------------- |
| 93                                                        | Ribeirão do Tempo ‡  | 18 de maio de 2010     | 2 de maio de 2011      | 250  | 22h15   | Marcílio Moraes    | Edgard Miranda     | [ 65 ]        |
| 94                                                        | Rebelde †            | 21 de março de 2011    | 12 de outubro de 2012  | 410  | 19h00   | Margareth Boury    | Ivan Zettel        | [ 66 ]        |
| 95                                                        | Vidas em Jogo ‡      | 3 de maio de 2011      | 9 de abril de 2012     | 243  | 22h15   | Cristianne Fridman | Alexandre Avancini | [ 67 ]        |
| 96                                                        | Máscaras ‡           | 10 de abril de 2012    | 2 de outubro de 2012   | 125  | 22h15   | Lauro César Muniz  | Ignácio Coqueiro   | [ 68 ]        |
| 97                                                        | Balacobaco ‡         | 4 de outubro de 2012   | 20 de maio de 2013     | 163  | 22h15   | Gisele Joras       | Edson Spinello     | [ 69 ]        |
| 98                                                        | Dona Xepa ‡          | 21 de maio de 2013     | 24 de setembro de 2013 | 91   | 22h15   | Gustavo Reiz       | Ivan Zettel        | [ 70 ]        |
| 99                                                        | Pecado Mortal ‡      | 25 de setembro de 2013 | 30 de maio de 2014     | 176  | 21h15   | Carlos Lombardi    | Alexandre Avancini | [ 71 ]        |
| 100                                                       | Vitória ‡            | 2 de junho de 2014     | 20 de março de 2015    | 208  | 21h15   | Cristianne Fridman | Edgard Miranda     | [ 72 ]        |
| 101                                                       | Os Dez Mandamentos ‡ | 23 de março de 2015    | 4 de julho de 2016     | 242  | 20h30   | Vívian de Oliveira | Alexandre Avancini | [ 73 ]        |
| 102                                                       | Escrava Mãe ‡        | 31 de maio de 2016     | 9 de janeiro de 2017   | 159  | 19h30   | Gustavo Reiz       | Ivan Zettel        | [ 74 ]        |
| 103                                                       | A Terra Prometida ‡  | 5 de julho de 2016     | 13 de março de 2017    | 179  | 20h30   | Renato Modesto     | Alexandre Avancini | [ 74 ]        |
| 104                                                       | O Rico e Lázaro ‡    | 13 de março de 2017    | 20 de novembro de 2017 | 181  | 20h45   | Paula Richard      | Edgard Miranda     | [ 75 ]        |
| 105                                                       | Belaventura ‡        | 25 de julho de 2017    | 26 de janeiro de 2018  | 134  | 19h45   | Gustavo Reiz       | Ivan Zettel        | [ 76 ]        |
| 106                                                       | Apocalipse ‡         | 21 de novembro de 2017 | 25 de junho de 2018    | 155  | 20h45   | Vívian de Oliveira | Edson Spinello     | [ 74 ]        |
| 107                                                       | Jesus ‡              | 24 de julho de 2018    | 22 de abril de 2019    | 193  | 20h45   | Paula Richard      | Edgard Miranda     | [ 77 ]        |
| 108                                                       | Jezabel ‡            | 23 de abril de 2019    | 12 de agosto de 2019   | 80   | 20h45   | Cristianne Fridman | Alexandre Avancini | [ 74 ] [ 74 ] |
| 109                                                       | Topíssima ‡          | 21 de maio de 2019     | 9 de dezembro de 2019  | 145  | 19h45   | Cristianne Fridman | Rudi Lagemann      | [ 78 ] [ 79 ] |
| 110                                                       | Amor sem Igual ‡     | 10 de dezembro de 2019 | 18 de janeiro de 2021  | 148  | 21h00   | Cristianne Fridman | Rudi Lagemann      | [ 80 ] [ 81 ] |
| Interupção da Faixa (21 de abril – 27 de outubro de 2020) |                      |                        |                        |      |         |                    |                    |               |

### Década de 2020
| #                                                                   | Título            | Início                | Término                | Cap. | Horário     | Autoria                                             | Direção                                         | Ref.          |
| ------------------------------------------------------------------- | ----------------- | --------------------- | ---------------------- | ---- | ----------- | --------------------------------------------------- | ----------------------------------------------- | ------------- |
| 111                                                                 | Gênesis ‡         | 19 de janeiro de 2021 | 22 de novembro de 2021 | 220  | 21h00       | Camilo Pellegrini Raphaela Castro Stephanie Ribeiro | Edgard Miranda                                  | [ 82 ] [ 83 ] |
| Interrupção da Faixa (23 de novembro de 2021 – 21 de março de 2022) |                   |                       |                        |      |             |                                                     |                                                 |               |
| 112                                                                 | Reis ‡            | 22 de março de 2022   | Em pausa               | —    | 21h00 22h30 | Raphaela Castro Cristiane Cardoso                   | Juan Pablo Pires Leonardo Miranda Rudi Lagemanm | [ 84 ]        |
| 113                                                                 | Paulo, o Apóstolo | 7 de julho de 2025    | Em exibição            | 50   | 21h00       | Cristiane Cardoso                                   | Leonardo Miranda                                | [ 85 ]        |

‡ Indica telenovela disponível na RecordPlus.
† Indica novela parcialmente disponível na RecordPlus.

## Novelas Estrangeiras
| # | Início                | Término                 | Título                   | Cap. | Horário | País           | Ref    |
| - | --------------------- | ----------------------- | ------------------------ | ---- | ------- | -------------- | ------ |
| 1 | 29 de março de 1994   | 15 de dezembro de 1994  | A Revanche               | 245  | 20h30   | Venezuela      |        |
| 2 | 05 de junho de 2000   | 27 de outubro de 2000   | Olhar de Mulher          | 117  | 21h00   | México         |        |
| 3 | 2 de abril de 2001    | 11 de agosto de 2001    | Samantha                 | 112  | 21h00   | Venezuela      |        |
| 4 | 15 de julho de 2002   | 8 de março de 2003      | Joana, a Virgem          | 203  | 20h15   | Venezuela      |        |
| 5 | 10 de março de 2003   | 12 de abril de 2003     | Um Amor de Babá          | 22   | 20h15   | Colômbia       |        |
| 6 | 28 de maio de 2007    | 8 de outubro de 2007    | Zorro, a Espada e a Rosa | 115  | 17h00   | Estados Unidos |        |
| 7 | 25 de agosto de 2021  | 30 de dezembro de 2021  | Quando Chama o Coração ‡ | 90   | 21h45   | Canadá         | [ 86 ] |
| 7 | 17 de janeiro de 2024 | 16 de fevereiro de 2024 | Quando Chama o Coração ‡ | 23   | 21h45   | Canadá         | [ 87 ] |
| 8 | 29 de julho de 2024   | 4 de julho de 2025      | Força de Mulher          | 243  | 21h00   | Turquia        | [ 88 ] |

## Reprises
A Record revisitou novelas por meio de Edições Especiais em três ocasiões, seguindo a abordagem adotada pela Globo durante a pandemia de Covid-19. No auge da crise do Coronavírus, Apocalipse (2017-18) passou por uma reedição, apresentando uma nova versão da primeira fase anterior ao arrebatamento. Em seguida, a primeira fase da novela Amor Sem Igual também recebeu uma edição especial, com um resumo dos eventos que ocorreram antes da interrupção das gravações devido à COVID. Posteriormente, três produções - Gênesis (2021), Os Dez Mandamentos (2015-16) e A Terra Prometida (2016) - foram combinadas em A Bíblia.
Entre setembro de 2023 e janeiro de 2024, a emissora optou por criar uma preparação especial para a estreia dos novos episódios da canadense Quando Chama o Coração, reprisando todos os episódios transmitidos até aquele momento.
Acesse também a lista completa de novelas reprisadas pela Record.
| # | Início                 | Término                | Título                                   | Cap. | Horário | Ref.   |
| - | ---------------------- | ---------------------- | ---------------------------------------- | ---- | ------- | ------ |
| 1 | 21 de abril de 2020    | 21 de setembro de 2020 | Apocalipse - Edição Especial ‡           | 110  | 20h45   | [ 89 ] |
| 2 | 22 de setembro de 2020 | 27 de outubro de 2020  | Amor sem Igual - Compacto                | 26   | 20h45   | [ 90 ] |
| 3 | 23 de novembro de 2021 | 25 de março de 2022    | A Bíblia ‡                               | 89   | 21h     | [ 91 ] |
| 4 | 12 de setembro de 2023 | 16 de janeiro de 2024  | Quando Chama o Coração - Edição Especial | 90   | 21h45   | [ 92 ] |